# Liga de balonmano de la República Checa
Czech Handball Extraliga, es la primera división de balonmano de la República Checa. Fue fundada en 1993, tras la disolución de Checoslovaquia.

## Clubes 2016-17
| Equipo                   | Ciudad        | Estadio                         |
| ------------------------ | ------------- | ------------------------------- |
| Tatran Litovel           | Litovel       | Hala ZŠ Vítězná                 |
| SSK Talent M.A.T. Plzeň  | Plzeň         | SH Bolevecká ZŠ Plzeň           |
| TJ Sokol Nové Veselí     | Nové Veselí   | Sportovní hala Městyse          |
| TJ Cement Hranice        | Hranice       |                                 |
| SKKP Handball Brno       | Brno          |                                 |
| Pepino SKP Frýdek-Místek | Frýdek-Místek | Hala SŠED Pionýrů 2069          |
| KH Kopřivnice            | Kopřivnice    | Sportovní hala ZŠ Emila Zátopka |
| HK FCC Město Lovosice    | Lovosice      |                                 |
| HCB OKD Karviná          | Karviná       | Hala STARS Karviná              |
| HC ROBE Zubří            | Zubří         |                                 |
| HC Dukla Prague          | Prague        | Hala Juliska                    |
| HBC Ronal Jičín          | Jičín         | Městská sportovní hala Jičín    |

## Palmarés
| - 1994 : HC Dukla Praga - 1995 : HC Dukla Praga - 1996 : Cabot Zubří - 1997 : Cabot Zubří - 1998 : Kovopetrol Plzeň - 1999 : Kovopetrol Plzeň - 2000 : HCB OKD Karviná - 2001 : HCB OKD Karviná - 2002 : HCB OKD Karviná - 2003 : SKP Frýdek-Místek - 2004 : HCB OKD Karviná - 2005 : HCB OKD Karviná - 2006 : HCB OKD Karviná - 2007 : HCB OKD Karviná - 2008 : HCB OKD Karviná - 2009 : HCB OKD Karviná - 2010 : HCB OKD Karviná - 2011 : HC Dukla Praga - 2012 : HC Gumárny Zubří - 2013 : HBC Ronal Jičín - 2014 : SSK Talent M.A.T. Plzeň - 2015 : SSK Talent M.A.T. Plzeň - 2016 : SSK Talent M.A.T. Plzeň - 2017 : HC Dukla Praga - 2018 : HCB OKD Karviná - 2019 : SSK Talent M.A.T. Plzeň |

## Palmarés por club
|    | Equipo                  | Títulos | Años                                                             |
| -- | ----------------------- | ------- | ---------------------------------------------------------------- |
| 1. | HCB OKD Karviná         | 11      | 2000, 2001, 2002, 2004, 2005, 2006, 2007, 2008, 2009, 2010, 2018 |
| 2. | SSK Talent M.A.T. Plzeň | 6       | 1998, 1999, 2014, 2015, 2016, 2019                               |
| 3. | HC Dukla Praga          | 4       | 1994, 1995, 2011, 2017                                           |
| 4. | HC Zubří                | 3       | 1996, 1997, 2012                                                 |
| 5. | SKP Frýdek-Místek       | 1       | 2003                                                             |
|    | HBC Ronal Jičín         | 1       | 2013                                                             |